# Al-Batin
Der al-Batin Football Club (arabisch نادي الباطن لكرة القدم, DMG Nādī l-Bāṭin li-kurat al-qadam) ist ein Fußballverein aus Hafar al-Batin in der Provinz asch-Scharqiyya, der in der Saudi First Division League spielt, der zweithöchsten Liga des saudischen Vereinsfußballs. Er wurde 1979 gegründet. Die Vereinsfarben sind schwarz und himmelblau. 

## Geschichte
Der Verein wurde 1979 gegründet. Am Ende der Saison 2007–08 gewann der Verein seinen ersten Aufstieg in die Saudi Second Division (dritte Liga). Am 25. März 2011 stieg al-Batin erstmals in die Saudi First Division (zweite Liga) auf. 2016 gelang zum ersten Mal der Aufstieg in die höchste Spielklasse.

## Stadion
Der Verein trägt seine Heimspiele im Al-Batin Club Stadium in Hafar al-Batin aus.

## Bekannte Spieler
- Ahmed Hamoudi (2016)
- Crysan Queiroz Barcelos (2018–2019)
- Aziz Bouhaddouz (2018–2019)
- Ismaël Bangoura (2019)
- Martín Campaña (2020–)
- Renato de Araújo Chaves Júnior (2020–)

## Bekannte Trainer
- Franky Vercauteren (2018)